# Faustino Imbali
Faustino Fudut Imbali (* 1. Mai 1956) ist ein ehemaliger Premierminister von Guinea-Bissau.

## Politische Laufbahn
Imbali ist Soziologe. Er kandidierte 1999 bei den Präsidentschaftswahlen nach Ende des Bürgerkrieges und erreichte als unabhängiger Kandidat mit 8,22 % der Stimmen im ersten Wahlgang am 28. November 1999 den dritten Platz und schied aus. Im zweiten Wahlgang sprach er sich für Kumba Ialá aus, der die Wahlen Anfang 2000 gewann.
Während der Präsidentschaft Ialás war er vom 21. März 2001 bis zum 9. Dezember 2001 Premierminister einer Minderheitsregierung, der vorherigen Regierung hatte er seit Januar 2001 als Außenminister angehört. Im Parlament wurde seine Regierung vor allem von Ialás Partei Partido para a Renovação Social (PRS), der Imbali kurz vor seiner Ernennung beitrat, gestützt. Ialá entließ die Regierung, als diese und er selbst nach der Festnahme einiger Offiziere wegen angeblicher Putschabsichten und der Entlassung mehrerer Minister und Richter des Obersten Gerichts durch Ialá zunehmend in die Kritik gerieten. Sein Nachfolger wurde der bisherige Innenminister Nhassé.
Im Juli 2002 warf Präsident Ialá Imbali vor, für das Verschwinden von umgerechnet 15 Millionen US-Dollar während seiner Amtszeit verantwortlich zu sein. Der Fall konnte nicht aufgeklärt werden. 2003 gründete er die Partei Partido Manifesto do Provo (PMP) und trat bei den Präsidentschaftswahlen 2005 an. Im ersten Wahlgang am 19. Juni 2005 war er mit 2.330 Stimmen (0,52 %) an zehnter Stelle der Kandidaten und schied wiederum aus.
Imbali wurde am 5. Juni 2009 wegen angeblicher Beteiligung an der Planung eines Putschversuchs, der die Ermordung des Regierungschefs Carlos Gomes Júnior und des Übergangs-Generalstabschefs der Armee Jose Zamora Induta zum Ziel gehabt haben soll, von Soldaten verhaftet. Der Präsidentschaftskandidat Baciro Dabo und Ex-Verteidigungsminister Hélder Proença, die ebenfalls an der angeblichen Verschwörung beteiligt gewesen sein sollen, wurden am selben Tag von Soldaten erschossen. Zunächst wurde auch der Tod Imbalis gemeldet, dies wurde jedoch später revidiert. Imbali befand sich anschließend offenbar in Haft.
Am 29. Oktober 2019 ernannte ihn der kommissarisch regierende Präsident José Mário Vaz erneut zum Premierminister; nach elf Tagen musste Imbali jedoch auf Druck der ECOWAS zurücktreten. Der vormalige Premierminister Aristides Gomes erhielt sein Amt zurück.